# 藤崎マーケット
藤崎マーケット（ふじさきマーケット）は、吉本興業（大阪本社）所属のお笑いコンビ。2005年結成。NSC大阪校26期生。
キャッチフレーズは「遊び心の棚卸し」。

## メンバー
田崎 佑一（たさき ゆういち、1981年1月29日 - ）（44歳）ツッコミ担当、立ち位置は左。
- 身長178cm、体重82kg。愛称はたさちゃん。
- 兵庫県神戸市北区出身。神戸市立有野中学校、神戸市立神港高等学校、宝塚造形芸術大学卒業。血液型O型。学生時代は生徒会長も務めた。
- 過去にお笑いコンビ『エージェント』として活動し、2004年のM-1グランプリでは準決勝に進出している[1]。「エージェント」解散後は「田崎ソムリエ佑一」の芸名でピン芸人として活動していた。
- 父親は西宮市にある市立病院のレントゲン技師。母親は元看護師。妹は西宮にある保育所の保育士。
- 2017年に5年間交際していた一般女性と結婚した。相方のトキには、自身の結婚と腎臓ガンであることを一緒に打ち明けた[2]。

トキ（1984年12月6日 - ）（40歳）ボケ担当、立ち位置は右。
- 本名、藤原 時（ふじわら とき）
- 身長180cm、体重70kg。
- 大阪府寝屋川市出身。寝屋川市立第十中学校、大阪府立城東工科高等学校卒業後に大阪NSC入学。中学、高校時代は野球部に所属。
- 血液型はO型。兄が二人いる。独身。
- 過去に「藤原トキ」の名でピン芸人として活動していた。
- かつては寝坊癖から遅刻を繰り返していたが、生活改善が功を奏し遅刻をしないようになった[3]。
- 全貯金を仮想通貨NEMに投資していたが、2018年1月にコインチェックによる流出の被害を受ける。その後、補償が発表され日本円となり返金された[4]。

## 芸風

### 漫才
- 主に漫才を行っている。M-1グランプリでは2006年から4年連続で準決勝まで進出した実力派。

### ラララライ体操
- 白いヘアバンドに女性用のテニスウェア（タンクトップ）、黒の五分丈スパッツを着用。
- 「みんなー、ラララライ体操、はーじめーるよー!」という台詞から始まり、※「ラララライ♪ラララライ♪」「○○でエクササーイズ♪ワン、ツー、スリー!」と言う掛け声で、いろんな場面においてのエクササイズをし、その後アカペラで「ライ!ライ!ライライライ!ラララライ♪ラララライ♪ラララライカラライカラ行け行けGO!GO!♪（※に戻る）」を何度か繰り返した後、最後は「ウゥゥゥゥゥ…ガシーン!」や「ウゥゥゥゥゥ…まったね〜」で締める。
- また、ネタによってはトキが追い込まれた場面で体操を始めると、田崎が一旦止めて怒ると言うパターンもある（浮気発覚、取調べなど）。
- 『爆笑レッドカーペット』（フジテレビ）で一躍注目を浴びたネタ。初登場のときは観客の反応はよくなかったが、アンコール出演の際には一躍大歓声と変わった。

### 藤崎マーケットの細かいモノマネ
- 「六本木のホテルアイビスの前で栗を売っている人」、「進研ゼミのDMのマンガでよくあるストーリー」などの細かいモノマネを披露する。
- このネタで『オールザッツ漫才2009』（毎日放送）で優勝を果たしたり、『オンバト+』（NHK総合）において517KB記録するなどの好成績を上げている。

### 藤崎マーケットのディープ・キス
- 単独公演のみで披露される幻のネタ。

## エピソード
- 2008年からは「ラララライ体操をやめ、漫才とコントを主流としていく」と雑誌のインタビューで語っている。ただ在京局のスタッフからは「お前らはラララライ体操だけやればいい」と叱責されたともいう[3]。
- 2008年11月、M-1グランプリの3回戦直前に田崎が左足首靭帯損傷。[5]直後の予選には出場し準決勝進出したが、同年12月に行う予定だった単独ライブが延期となった。
- 一発屋と揶揄される一方で、M-1グランプリではラララライ体操を封印し漫才に徹して、2008年、2009年と2年連続で準決勝へ進出している。
- それらにより、漫才や細かい物マネなど、ラララライ体操以外のネタの評価も向上しており、2009年の『オールザッツ漫才』の「フットカットバトル」において、1回戦で150点満点中145点の高得点を出し、2回戦以降も100点越えの1位通過を繰り返し、圧倒的な強さで優勝を果たした。なお2007年、2008年はいずれも「フットカットバトル」は2回戦まで、いずれも1位で通過している。そして高校生200人が審査する『第10回MBS新世代漫才アワード』（毎日放送主催）で優勝し、賞金100万円獲得。過去に出場した賞レースを含め初の優勝。一発屋の汚名を返上した。
- トキは経験者として安易にリズムネタに頼る若手芸人に警鐘を鳴らしており、過去に8.6秒バズーカーに対してもリズムネタの危険性と依存性について忠告していた。その一方で自身を押し上げたラララライ体操に対する愛着もあり、ラララライ体操を続けるとも宣言している。[6]
- 2015年、キングオブコントの決勝に初めて進出。ファーストステージを4位で通過しファイナルステージ進出（総合順位は5位）。
- 2017年、田崎が腎臓ガンであることが発覚。田崎は心配をかけぬよう、M-1グランプリの準々決勝が終わるまでトキにそのことを知らせずにいた。同年11月、摘出手術を受けて回復、仕事にも復帰した[7]。

## 芸歴
- 2005年10月にコンビ名を『チーム有酸素倶楽部』から『藤崎マーケット』に改名。
- 「NHK上方漫才コンテスト」第37回大会決勝進出。
- 2007年6月にBaseよしもと（当時）のサライブメンバー組からガンガンLIVE組へ昇格。
- 2014年2月に5upよしもとのレギュラーメンバーを卒業。

## 賞レースでの戦績

### M-1グランプリ
| 年度             | 成績         | エントリー No. | 会場                 | 日時       | 備考                    |
| ---------------- | ------------ | -------------- | -------------------- | ---------- | ----------------------- |
| 2005年（第5回）  | 3回戦進出    | 2795           | NGKスタジオ          | 11月27日   |                         |
| 2006年（第6回）  | 準決勝進出   | 718            | なんばグランド花月   | 12月10日   |                         |
| 2007年（第7回）  | 準決勝進出   | 4224           | なんばグランド花月   | 12月9日    | 1回戦シード             |
| 2008年（第8回）  | 準決勝進出   | 4476           | なんばグランド花月   | 12月6日    | 1回戦シード             |
| 2009年（第9回）  | 準決勝進出   | 4616           | なんばグランド花月   | 12月5日    | 1回戦シード             |
| 2010年（第10回） | 3回戦進出    | 4822           | 京橋花月             | 11月19日   | 1回戦シード             |
| 2015年（第11回） | 準々決勝進出 | 528            | なんばグランド花月   | 11月15日   |                         |
| 2016年（第12回） | 準々決勝進出 | 1840           | なんばグランド花月   | 11月7日    |                         |
| 2017年（第13回） | 準々決勝進出 | 2328           | メルパルクホール大阪 | 11月2日    |                         |
| 2018年（第14回） | 準々決勝進出 | 2349           | なんばグランド花月   | 11月5日    |                         |
| 2019年（第15回） | （不参加）   | （不参加）     | （不参加）           | （不参加） | （不参加）              |
| 2020年（第16回） | 準々決勝進出 | 3335           | なんばグランド花月   | 11月16日   | 特例シード ラストイヤー |

### キングオブコント
| 年度   | 結果         | 会場                 | 日時       |
| ------ | ------------ | -------------------- | ---------- |
| 2008年 | 準決勝進出   | Zepp Osaka           | 9月5日     |
| 2009年 | 3回戦進出    | 明治安田生命ホール   | 8月24日    |
| 2010年 | 2回戦進出    | 大阪国際交流センター | 8月10日    |
| 2011年 | 3回戦進出    | 明治安田生命ホール   | 8月15日    |
| 2012年 | 準々決勝進出 | テイジンホール       | 8月20日    |
| 2013年 | 2回戦進出    | テイジンホール       | 8月10日    |
| 2014年 | 準決勝進出   | 赤坂BLITZ            | 9月10日    |
| 2015年 | 決勝5位      | TBSテレビ            | 10月11日   |
| 2016年 | 準決勝進出   | 赤坂BLITZ            | 9月9日     |
| 2017年 | 準決勝進出   | 赤坂BLITZ            | 9月7・8日  |
| 2018年 | 準々決勝進出 | YES THEATER          | 8月16日    |
| 2019年 | 準決勝進出   | マイナビBLITZ赤坂    | 9月5・6日  |
| 2020年 | （不参加）   | （不参加）           | （不参加） |

### その他
- 2007年 爆笑レッドカーペット（特番） レッドカーペット賞受賞
- 2007年 オールザッツ漫才 準優勝
- 2008年 オールザッツ漫才 3位
- 2009年 第7回MBS新世代漫才アワード 3位
- 2009年 オールザッツ漫才2009 優勝
- 2010年 第33回 ABCお笑いグランプリ 5位
- 2012年 第10回MBS漫才アワード 優勝
- 2013年 歌ネタ王決定戦 準決勝進出
- 2014年 第35回ABCお笑いグランプリ 5位
- 2014年 第3回 ytv漫才新人賞 優勝
- 2014年 NHK新人お笑い大賞 本戦進出
- 2014年 歌ネタ王決定戦 準決勝進出
- 2014年 THE MANZAI 認定漫才師
- 2015年 歌ネタ王決定戦 準決勝進出
- 2016年 歌ネタ王決定戦 準決勝進出
- 2017年 歌ネタ王決定戦 優勝

## 出演

### テレビ番組

#### バラエティ
現在
- ウラマヨ!（関西テレビ、2010年4月 - ） - 準レギュラー
- NEWS×情報 キャッチ+（サンテレビジョン、2022年4月5日 - ）- 火曜ロケ企画リポーター ※田崎のみ
- Y-Tube大賞（BSよしもと、2022年10月 - ）- 第2・4火曜MC[15]
- ラヴィット!（TBSテレビ） - 不定期
- やすとものいたって真剣です （ABCテレビ）  - 準レギュラー（真剣ファミリー）※トキのみ
- 大阪ほんわかテレビ（読売テレビ）- 木崎太郎（祇園）と共に「トキザキ」として不定期 ※トキのみ
- 草彅やすとものうさぎとかめ（読売テレビ）- 準レギュラー ※田崎のみ
- あれみた?（MBS）- 不定期

過去
- 鉄筋base（関西テレビ、2008年4月 - 2009年3月）
- 炎上base（関西テレビ、2009年4月 - 2010年3月）
- レッドカーダ!（テレビ大阪、2010年8月、第1ステージのみ）
- あさパラ!→あさパラS（読売テレビ、2011年 - 2025年）- 隔週出演
- わっしょい5up!（朝日放送テレビ、2011年5月14日 - 2012年3月25日）
- 銀シャリ×藤崎マーケットの◎本の矢（関西テレビ、2011年10月6日 - 12月22日）
- あしたモテ期にな〜れ! てるてるモテるちゃん（読売テレビ、2012年1月7日 - 3月10日）
- もってる!? モテるくん（読売テレビ、2012年3月17日 - 2013年12月28日、2014年2月13日・3月22日・29日）
- あるあるYYテレビ（TVQ九州放送、2013年1月15日 - 3月25日）隔週火曜日MC
- SHINPUU3 知ればギョーテン!? 世界丸はだかリサーチ（2013年10月8日 - 12月17日、関西テレビ）
- もうチョイ!かま天マーケット（2014年10月 - 2015年4月、読売テレビ）
- メッセンジャーの◯◯は大丈夫なのか?（毎日放送）- 準レギュラー
- かんさい情報ネットten.（読売テレビ） - 金曜日「迷ってナンボ」リポーター - 2019年5月10日まで出演。番組内で不祥事のためコーナー休止が発表された。今後の出演は不明である。
- かまちょ（毎日放送、2019年4月 - 2020年3月） - 6組の芸人が交替でリポーターを担当、火 - 木出演
- +music（毎日放送） - 準レギュラー
- Cheeky's Cast 2（BSよしもと、2022年3月24日 - 9月29日） - 木曜MC
- ちょいバラ「濱田祐太郎のブラリモウドク」（朝日放送、2024年6月30日 - 7月28日）- レギュラー ※トキのみ

#### ドラマ
- 24時間あたためますか?〜疾風怒涛コンビニ伝〜（日本テレビ）

### ラジオ番組
- baseよしもと ナマワラb（ラジオ大阪、2009年4月9日 - 2010年4月1日）月曜日
- 土曜!藤崎ぷ〜ケット→藤崎ぷ〜ケット（KBS京都ラジオ、2010年4月10日 - 2012年3月30日）
- オンスト（YES-fm、2013年4月10日 - 12月25日）水曜日
- 藤崎マーケットの今夜もとことんしゃべレディオ！（KBS京都ラジオ、2013年4月5日 - 2016年9月23日）
- よしもとラジオ高校〜らじこー（FM OSAKA、2014年4月2日 - 2024年3月27日 ）水曜日
- 笑い飯哲夫の喜喜喜喜喜喜喜喜怒哀楽ニュースシャワー（MBSラジオ、2019年11月21日[16] - 2020年3月19日[17]）※トキのみ

### ネット配信番組
- 藤崎マーケットの人狼ナイト（SHOWROOM、2018年5月 - ）
- カラフル〜笑いの力で77億再生〜（2020年9月11日 - 18日、Amazonプライム・ビデオ） - 笑いの精鋭[18]

### CM
- 株式会社ラルズネット（不動産★連合体）
- ビッグステップ
- ライラの冒険 黄金の羅針盤（予告編に出演）
- プライムショッピング（うれっこリラックス）
- カーズクラブ
- マンナンライフ「ララクラッシュ」（2022年6月 - ）[19]

### YouTube
田崎のみ
- たさちゃんねる/冒険美食家マー君《合同チャンネル》（2018年5月 - ）

### 単独ライブ
- 2007年
  - 10月10日 - 「藤原と田崎」〜レッドカーペットから火がつきましてん〜（baseよしもと/大阪）
- 2008年
  - 1月21日 - 「日本の経済動向」（baseよしもと/大阪）
  - 8月24日 - 「激熱マーケット」（baseよしもと/大阪）
- 2009年
  - 2月14日 - 「帰ってきた！お歳暮マーケット」（baseよしもと/大阪）
  - 5月17日 - 「ゴールデンマーケット」（baseよしもと/大阪）
  - 10月9日 - 「紅葉マーケット」（baseよしもと/大阪）
- 2014年
  - 6月14日 - 「ジューンマーケット ~復讐者とバズの幻のウェイクボード~」（5upよしもと/大阪）
  - 9月22日 - 「オータムマーケット ~アナゴメソッドの手編みのタンクトップ~」（5upよしもと/大阪）
- 2015年
  - 5月26日 - 「五月晴れマーケット」（大丸心斎橋劇場/大阪）
  - 7月28日 - 「打ち上げ花火マーケット」（大丸心斎橋劇場/大阪）
- 2016年
  - 1月11日 - 「藤崎マーケット結成10周年単独ライブ『OSAKA SWEET 10 MARKET』」（大丸心斎橋劇場/大阪）
  - 4月30日 - 「OSAKA 30 FOOLS MARKET」（大丸心斎橋劇場/大阪）
  - 7月31日 - 「藤崎マーケットNGK初単独ライブ『OSAKA GRAND THE MARKET』」（なんばグランド花月/大阪）
- 2017年
  - 1月8日 - 「TOKYO LUMINE THE MARKET」（ルミネtheよしもと/東京）
  - 7月30日 - 「フジサキタンドク」（なんばグランド花月/大阪）
- 2018年
  - 5月5日 - 「復活」（YES THEATER /大阪）
  - 6月29日 - 「再生」（YES THEATER /大阪）
  - 7月29日 - 「躍進」（なんばグランド花月/大阪）

### その他
- 2008年
  - 10月27日 - テレビ完全デジタル化千日前記念イベント（千日前/大阪）
関西の地上デジタル放送推進大使らと共演。総務省認定の「全国代表」イベントであった。

## CD
- 天下無敵のエクササイズ（2008年2月27日）映画『武者ケロ お披露目!戦国ラン星大バトル!!』主題歌